# Усть-Рахмановка (Краснослободский район)
Усть-Рахмановка — село Краснослободского района Республики Мордовия в составе Колопинского сельского поселения. 

## География
Находится у реки Рахманка на расстоянии примерно 25 километров по прямой на юго-восток от районного центра города Краснослободск.

## История
Основано в XVI веке темниковскими служилыми татарами. В 1869 году оно было учтено как казенная деревня Краснослободского уезда из 168 дворов.

## Население
Постоянное население составляло 38 человек (татары 95%) в 2002 году, 28 в 2010 году .

## Известные уроженцы
- Акчурин, Алимджан Калимуллович[тат.] — заместитель наркома финансов ТАССР.
- Симаев, Ахмет Садретдинович — поэт.